# Октябрьский (Миасский городской округ)
Октя́брьский — посёлок в Миасском городском округе Челябинской области России.

## География
Посёлок находится на берегу реки Верхний Иремель, на расстоянии 37 км к юго-западу от города Миасс, административного центра округа.

## Население
| 2002 | 2010 |
| ---- | ---- |
| 19   | ↘14  |

### Половой состав
По данным Всероссийской переписи, в 2010 году численность населения посёлка составляла 14 человек (5 мужчин и 9 женщин).

## Улицы
- ул. Зелёная,
- ул. Трактовая,
- ул. Чегресовская[3].